# Sel rouge d'Hawaï
Le sel rouge d'Hawaï est un sel marin non raffiné et mélangé à une argile volcanique riche en oxyde de fer appelée ʻalaea, qui donne à l'assaisonnement sa couleur rouge brique caractéristique. Il fait partie de la cuisine hawaïenne indigène (en) et est utilisé dans des plats traditionnels tels que le cochon au kalua, le poke et le pipikaula (en) (viande séchée hawaïenne). Il était également traditionnellement utilisé pour nettoyer, purifier et bénir les outils, les canoës, les maisons et les temples. Autrefois exporté vers le nord-ouest du Pacifique pour traiter le saumon, il a connu un regain de popularité à la fin du XXe siècle dans la cuisine hawaïenne de style fusion, tant sur les îles qu'au-delà.

## Histoire
Lʻalaea, une terre ocre colloïdale soluble dans l'eau, était utilisée pour colorer le sel, qui était à son tour traditionnellement utilisé par les Hawaïens pour nettoyer, purifier et bénir les outils, les canoës, les maisons et les temples. Le sel d'alaea est également utilisé dans plusieurs plats hawaïens indigènes, le cochon au kalua, le poke et le pipikaula (en) (viande séchée hawaïenne). Au XIXe siècle, les Hawaïens ont commencé à produire de grandes quantités de sel en utilisant les techniques européennes de fabrication du sel et sont devenus l'un des principaux fournisseurs des pêcheurs du nord-ouest du Pacifique pour la salaison du saumon,.
Un auteur affirme que la plupart du sel rouge d'Hawaï vendu aux États-Unis est produit en Californie, et non à Hawaï. Le véritable sel d'alaea fabriqué à Hawaï est cher et avant l'essor des achats pratiques sur Internet, il était difficile de le trouver ailleurs.

## Couleur
Le sel rouge d'Hawaï tire sa couleur rouge brique caractéristique d'une argile volcanique hawaïenne appelée ʻalaea, qui contient environ 80 minéraux et est riche en oxyde de fer.